# بریگیته هورنی
بریگیت هورنی (آلمانی: Brigitte Horney; ۲۹ مارس ۱۹۱۱ – ۲۷ ژوئیهٔ ۱۹۸۸) بازیگر اهل آلمان بود. وی بین سال‌های ۱۹۳۰ تا ۱۹۸۳ میلادی فعالیت می‌کرد.
از فیلم‌ها یا برنامه‌های تلویزیونی که وی در آن نقش داشته‌است، می‌توان به خانه زنان، عشق، مرگ و شیطان، شارلوت اشاره کرد.